# Daniel Tångudd
Daniel Tångudd (* 25. Januar 1996) ist ein schwedischer Poolbillardspieler.

## Karriere

### Einzel
Nachdem Tångudd 2009 bei seiner ersten Teilnahme einen fünften Platz erreicht hatte, gewann er bei der Schülereuropameisterschaft 2010 die Bronzemedaille im 10-Ball. Im Halbfinale hatte er gegen den späteren Turniersieger Bence Varga verloren. Zwei Jahre später wurde er Dritter im 14/1 endlos, nachdem er gegen Joshua Filler ausgeschieden war. Im Juni 2013 erreichte er bei der schwedischen Meisterschaft der Herren im 9-Ball das Achtelfinale und verlor gegen Marcus Chamat. Einen Monat später wurde er bei den Swedish 10-Ball Open Neunter. Bei der Junioren-EM 2013 zog er in den Disziplinen 10-Ball und 8-Ball ins Endspiel ein. Nachdem er das 10-Ball-Finale mit 6:7 gegen Nino Andreuzzi verloren hatte, wurde er im 8-Ball durch einen 7:3-Sieg gegen Andrei Seroschtan Junioreneuropameister.
Im April 2014 wurde Tångudd Dritter bei den Interpool 9-Ball Open. Bei der schwedischen Meisterschaft kam er 2014 zum ersten Mal über das Achtelfinale hinaus. Er wurde im 10-Ball durch einen 9:6-Finalsieg gegen Jim Chawki schwedischer Meister und unterlag im 8-Ball-Finale Marcus Chamat mit 4:9. Im August 2014 wurde er bei der Junioren-EM Dritter im 14/1 endlos und nach einer Finalniederlage gegen Joshua Filler Vizeeuropameister im 10-Ball. Wenige Tage später nahm er, ebenfalls in Portorož, erstmals an einem Euro-Tour-Turnier teil. Bei den Slovenian Open zog er, nachdem er unter anderem Oliver Ortmann und Mateusz Śniegocki besiegt hatte, ins Achtelfinale ein, in dem er sich dem Finnen Petri Makkonen mit 6:9 geschlagen geben musste.
2015 wurde Tångudd zum ersten Mal für die Herreneuropameisterschaft nominiert und erreichte im 14/1 endlos die Runde der letzten 64. Auf der Euro-Tour nahm er 2015 an allen sechs Turnieren teil und gelangte bei den Portugal Open und bei den Austrian Open ins Achtelfinale. Anfang 2016 folgte bei den Italian Open eine weitere Achtelfinalteilnahme. Bei der EM 2016 zog er in den Disziplinen 14/1 endlos und 8-Ball in die Runde der letzten 16 ein, in der er gegen Ronald Regli beziehungsweise Karol Skowerski verlor. Im Juli 2017 wurde er – nachdem er im Vorjahr nicht an der nationalen Meisterschaft teilgenommen hatte – zum zweiten Mal schwedischer Meister. Diesmal gelang ihm dies im 9-Ball mit einem 11:5-Sieg gegen Marcus Chamat.
Bei der EM 2017 zog Tångudd beim 9-Ball-Wettbewerb ins Viertelfinale ein, in dem er dem Russen Maxim Dudanez mit 6:11 unterlag. Bei der schwedischen Meisterschaft 2017 erreichte er im 10-Ball und 9-Ball das Endspiel und verlor gegen Christian Sparrenlöv-Fischer beziehungsweise Tomas Larsson. Auf der Euro-Tour kam er im selben Jahr nicht über die Runde der letzten 32 hinaus, die er dreimal erreichte.

### Mannschaft
Mit der schwedischen Schülernationalmannschaft erreichte Tångudd bei der EM 2009 den fünften Platz. In den folgenden fünf Jahren war er Teil der schwedischen Juniorenmannschaft, mit der er 2010 nach einer Finalniederlage gegen Deutschland Vizeeuropameister wurde und 2014 EM-Dritter.
Seit 2015 gehört er der schwedischen Herrennationalmannschaft an. Mit ihr erreichte er 2016 das EM-Halbfinale, das mit 0:2 gegen Deutschland verloren wurde.
2017 nahm Tångudd zum ersten Mal am World Cup of Pool teil. Gemeinsam mit Marcus Chamat bildete er das schwedische Team, das in der ersten Runde gegen die späteren Turniersieger Mario He und Albin Ouschan aus Österreich ausschied.

## Erfolge
- 8-Ball-Junioreneuropameister: 2013
- Schwedischer 10-Ball-Meister: 2014
- Schwedischer 9-Ball-Meister: 2016